# سيرجي سيرانكوف
سيرجي ألكساندروفيتش سيرانكوف [Сергей Александрович Сыранков] خطأ: {{Langx}}: unrecognized language code: ru (مساعدة)؛ من مواليد 14 أغسطس 1983) سياسي بيلاروسي يشغل منصب السكرتير الأول للحزب الشيوعي منذ عام 2024. شغل سابقًا منصب السكرتير الثاني ورئيس مجموعة الحزب في مجلس النواب. كان مرشح لرئاسة بيلاروسيا في الانتخابات الرئاسية لعام 2025، حيث دعم بشكل علني خصمه الرئيس الحالي ألكسندر لوكاشينكو الذي فاز بالانتخابات.